# ヒラリー・パトナム
ヒラリー・ホワイトホール・パトナム（Hilary Whitehall Putnam、1926年7月31日 -  2016年3月13日）は、アメリカ合衆国の哲学者。1960年代以来、特に心の哲学、言語哲学、科学哲学などの分析哲学の中心人物であった。自分自身の哲学的立場に対する、厳格な分析で知られ、頻繁に自身の立場を変更した。

## 業績
心の哲学では、彼の多重実現可能性という仮説に基づいて、精神と身体の状態のタイプ同一説に対する反論を行ったことや、機能主義という心身問題に関する影響力のある理論でも知られている。
言語哲学では、クリプキなどを踏襲し、指示の因果説の理論を発展させ、また双子地球（Twin Earth）論と呼ばれる有名な思考実験に基づいて意味論的外在主義という考えを生み出し、独創的な意味の理論をつくりあげた。
数理哲学では、彼の指導者であるクワインと共同でいわゆる「クワインーパトナムの不可欠性テーゼ」を展開した。これは数学的対象の実在性を擁護する主張であったが、のちには転向して、数学はただ論理的であるだけでなく「疑似ー経験的」でもあるという考えを採用するようになった。
認識論では、パトナムは「水槽の中の脳」という思考実験で知られている。これは認識論的懐疑論を批判するものである。
形而上学では形而上学的実在論を当初擁護していたが、のちに転向し、形而上学的実在論に対する最も辛辣な批判者の一人になった。まず彼は「内在的実在論」と呼ぶ考えを採用したが、あとになってこの立場も捨て、プラグマティストに触発されて直接的実在論に与した。パトナムの「直接的実在論」とは、心的表象や感覚与件といった、心と世界の間を繋ぐ媒介的概念を用いずに、人々が現実的に世界を経験する仕方で形而上学の研究をおこなおうとするものである。
哲学以外では、数学や計算機科学の領域でも業績がある。マーチン・デービスとともに、ブール代数の充足可能性問題を解決するためにデービス・パトナムのアルゴリズムを開発し、ヒルベルトのいわゆる第10問題が解決不能であることが証明される一助となった。
政治活動に積極的だった時期があり、特に1960年代後半から70年代はじめにかけては進歩労働党（Progressive Labor Party、略称PLP）の活動に大きく関わった。

## 経歴
パトナムは、1926年、イリノイ州シカゴに生まれた。彼の父、サミュエル・パトナムは、アメリカ共産党の機関紙であるデイリー・ワーカー紙に寄稿していたジャーナリストであり翻訳家だった。母リーバはユダヤ人であったが、父が共産主義に傾倒した結果、パトナム自身は非宗教的に育てられた。パトナムの一家は1934年までフランスで暮らし、その後アメリカ合衆国に戻り、フィラデルフィアに居をかまえた。
パトナムは、ペンシルベニア大学で数学と哲学を学び、修士号を得、Philomatheanソサエティのメンバーとなった。これは合衆国で最も古い文学協会である。パトナムはハーバード大学大学院で哲学の研究をつづけ、その後カリフォルニア大学ロサンゼルス校に移り、ここで1951年、博士論文『有限数列の応用における確率概念の意味』によって博士号を得た。パトナムの指導にあたったハンス・ライヘンバッハ（彼の博士論文の主査）やルドルフ・カルナップは、当時の哲学の支配的学派であった論理実証主義の重鎮たちだった。パトナムの最も長く続いた立場のひとつは、自己矛盾を来した論理実証主義に対する拒絶というものだった。
ノースウェスタン大学、プリンストン大学、マサチューセッツ工科大学でそれぞれ短期間教えた後、1965年にパトナムはハーバード大学に移った。この時、同じくマサチューセッツ工科大学で哲学を教えていた彼の妻ルース・アンナ・パトナムもハーバードに移っている。ヒラリーとルース・アンナは1962年に結婚した。ルース・アンナは1927年、ドイツ南部の都市ミュンヘンに生まれた。彼女の両親は反ナチスの活動家であり、パトナム同様無神論的教育を受けた。けれどもパトナム夫妻は幼少期に経験した反ユダヤ主義に反発を覚え、子供たちのために伝統的なユダヤ人家庭を築こうと決心した。夫妻はユダヤ教の儀式を受けたことがなかったので、セーデルのため他のユダヤ人家庭を招待した時にも、ルース・アンナによれば「どうすればよいのかわからなかった」という。そこで夫妻はユダヤ教の儀式やヘブライ語の勉強を開始し、しだいにユダヤ人意識を深めていった。この結果1994年、通常のユダヤ教徒が男性なら13歳で受けるバル・ミツワー（成人式）の儀式を、70歳近いヒラリー・パトナムがはじめて受けることになった。さらに4年後、彼の妻もバト・ミツワー（女性の成人式）の儀式を受けた。
パトナムはハーバード大学の人気教師であった。また両親の影響を受けて政治活動にも積極的で、1960年代から1970年代前半まで公民権運動擁護とアメリカのベトナム派兵への反対のために積極的に発言した。1963年にはマサチューセッツ工科大学に初めて教授陣と学生が共同で運営する反戦のための委員会を組織した。デイヴィッド・ハルバースタムのベトナム戦争報道に憤激したこともある。パトナムは、アメリカ軍が枯葉剤を散布したことがベトコンから南ベトナムの農民を「守る」ことになったとハルバースタムが主張していると思ったのである。また、1965年のハーバード大学への移籍以降も、キャンパス内で抗議運動を呼びかけたり、マルクス主義についてのセミナーを開いたりするなどの活動を行った。ハーバード大学の学生が組織した「民主主義社会実現をめざす学生たち」の運動の顧問を務め、また1968年には進歩労働党(PLP)の党員になった。
1968年以降はPLPの活動を中心に政治と関わることになる。ハーバード大学哲学部はこうした活動を問題視し1971年にパトナムを譴責することを試みたが、他の2つの学部から譴責に十分な理由がないことを批判された。しかし、1972年以降はパトナムはPLPとの絆を断つことになった。1997年にはボストンのArlington Street Churchで開催された元徴兵忌避活動家たちの集会の席上で、みずからのPLPへの参加が誤りだったと述べた。彼によれば、当初彼は、PLPが協力関係の形成を約束しており、軍隊の内部から組織化を始めようとしていたことに感銘を受けたのだという。
1976年に彼はアメリカ哲学会の会長に選出された。さらに翌年には、論理学の哲学や数学への貢献を認められ、Walter Beverly Pearson Professor of Mathematical Logicに選出された。パトナムの急進的政治活動の時代は終わったが、彼は依然として、学者が社会に対して特に大きな社会的かつ倫理的な責任を負っているという信念を抱いている。「どうすれば倫理的問題に決着をつけないか」"How Not to Solve Ethical Problems"（1983年）や「民主主義のための教育」"Education for Democracy"（1993年）といった彼の論文を見れば、彼の政治的見解が依然として革新的立場に立っていたことがわかる。
アカデミズムの一員としてパトナムはアメリカ芸術科学アカデミーに属しており、また英国アカデミーの通信会員にもなっている。2000年6月をもって教職を退任し、ハーバード大学名誉教授となった。最近ではユダヤ教に関心をもち、数冊の書物を出版している。また妻との共著によって、19世紀後半のアメリカにおけるプラグマティズム運動についても数冊の書物を著している。

## 心の哲学

### 多重実現可能性

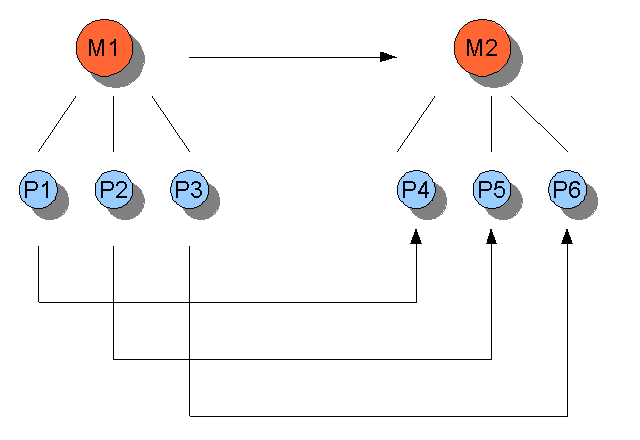
多重実現可能性の図解。M は心的なものを、Pは物理的なものを表す。一つ以上のPが同じ一つのMの具体例になりうる。しかし、逆は真ではない。状態間の因果関係は、(M1からM2に向かっているなどの)矢で表現されている。

パトナムの仕事は多岐にわたるが、中でも心の哲学についてのものはよく知られている。彼のこの分野へのもっとも有名な独創的貢献は、多重実現可能性仮説の説明のために1960年代後半に発表された数点の基本的論文で行われている。これらの論文でパトナムは、かのタイプ同一説の主張に反対して、「痛みはC繊維の発熱に等しい」というのは必ずしも真ではない、と論じた。パトナムの論文に従えば、痛みは、様々な生物の神経系の全く異なる物理的状態に対応（英: correspond）しうるが、そのいずれの生物であってもなお「痛い」という同じ心的状態を経験する。 
パトナムはこの命題を例証するために動物界に例を求めている。いったい、様々な種類の動物の脳構造が、痛みやその他の心的状態を同じやり方で了解するなどということがありうるだろうか、というのが彼の問いである。（同じタイプの心的状態は同じタイプの物理的状態によって実現されなくてはならないとして）もしそれら様々な種類の動物が同じ脳構造をもっていないならば、それらの動物は同じタイプの心的状態や性質を抱くことができない（しかし、異なる種の動物は同じ脳構造を持っていないにもかかわらず、痛みやその他の精神状態を共有しているように思われる）。この難問への答えは、痛みやその他の心的状態は（同じタイプの心的状態であっても）異なる種においては異なるタイプの物理的状態によって了解されている、というものでなくてはならない。パトナムはここで議論を一歩先へと進め、異星人、人工知能ロボット及び珪素生命体についても同様のことを言えるだろうか、と問うている。パトナムの主張によれば、これらの仮定の存在者が人間と同じ神経化学作用を持っていないというだけでは、彼らが痛みを感じることができないと考える理由にはならない。パトナムによれば、タイプ同一説が行っていた「野心的」かつ「ほとんどありそうもない」推測は、多重実現可能性の一例によって反駁されうるのである。この議論は、ときどき「蓋然性論法」（英: likelihood argument）として参照される。
さらにパトナムは、彼が「機能的同型性」（英: functional isomorphism）と呼ぶものに基づいて補足的な議論を展開している。機能的同型性とは、「一方のシステムの諸状態と他方のシステムの諸状態の間に機能的な関連を維持するような対応があるとき、二つのシステムは機能的に同型である」とするものである。コンピュータの場合、一方の機械における状態間のシーケンスのつながりが他方の機械における状態間のシーケンスのつながりを正確に反映しているとき、またそのときのみ、二つのマシンは機能的に同型である。それゆえに、シリコン・チップでつくられたコンピュータと歯車でつくられたコンピュータは、機能的に同型でありうるが、構成上は異なる。機能的同型性は、多重実現可能性を含意している。この議論は、時々「アプリオリ論法」（英: a priori argument）として参照される。
ジェリー・フォーダー、パトナム及び他の人々の指摘によれば、多重実現可能性は、タイプ同一説への強力な反論であるばかりか、心的現象のような高次の現象についてどのような低次の説明（たとえばニューロンやシナプスの活動というミクロ・レベルの説明など）を行っても、抽象性や一般性の点で満足のいく説明にならないことを示している。機能主義は、心的性質を、原因—結果の用語でのみ特徴付けられる機能的性質とみなすものであり、ミクロ物理現象のレベルから〔心的性質を高次のレベルに〕抽象化したものであり、それゆえに心と身体の間の関係についての説明として、より優れたものであるように思われる。事実、ネズミ捕り器、ソフトウェア及び本棚のような多くの機能的性質は、物理レベルにおいては多重に実現されている。

### 機械状態機能主義

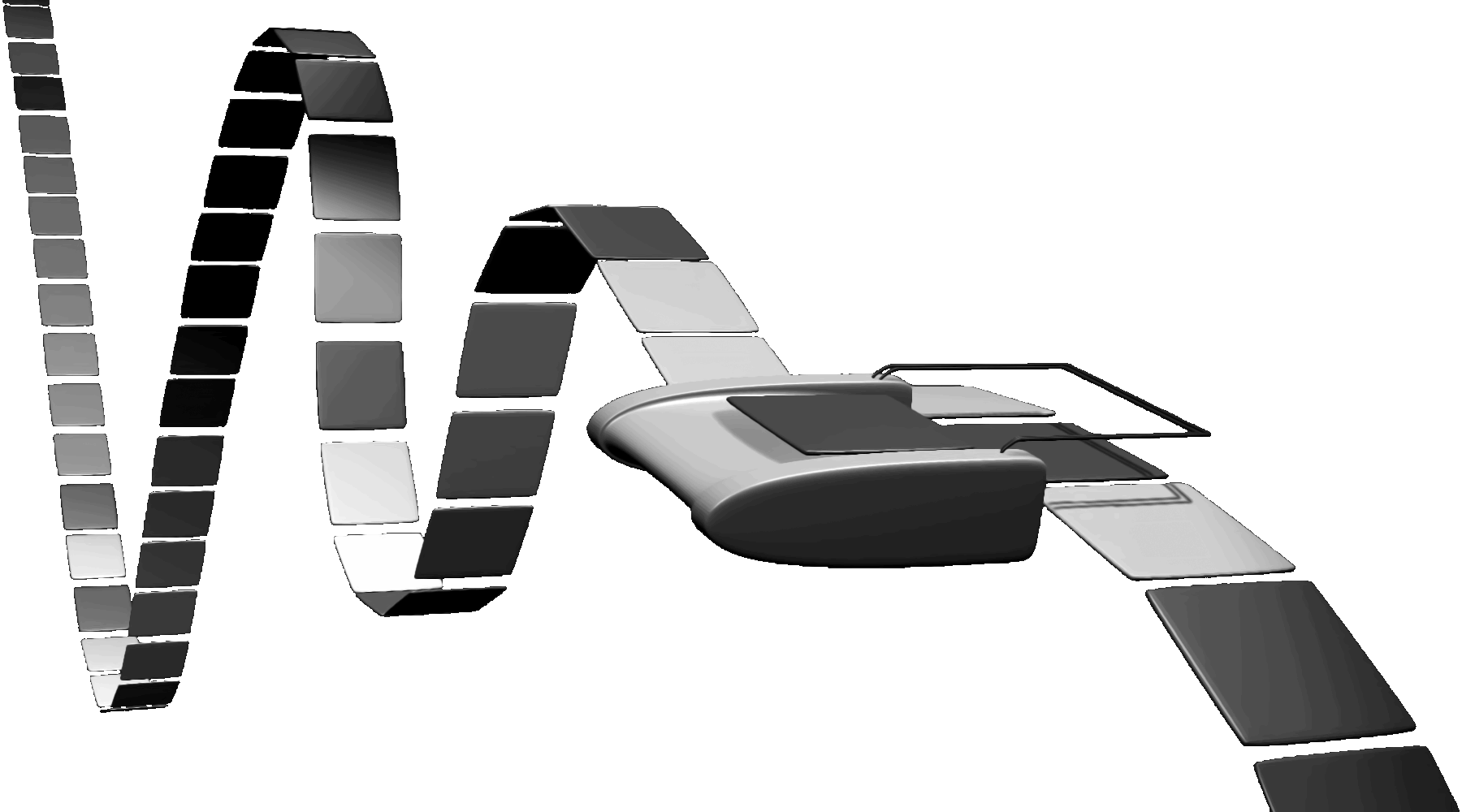
チューリングマシンは、「状態」ごとに決定される作業選択に応じてひとつずつ書き込み又は消去することのできるスロットの並ぶ無限の長さのテープとして、視覚化することができる。パトナムの機械状態機能主義によれば心的状態という概念は、純粋なコンピュータにおける状態概念とまったく同じものなのである。

こうした機能主義理論の最初の定式化はパトナム自身によって行われた。この理論は現在では「機械状態機能主義」（英: machine-state functionalism）と呼ばれているが、パトナムなどによって注目された、心とはどんなアルゴリズムでも計算することのできる理想的チューリングマシンのようなものだ、と考える類推的思考を発想の源にしている。
大ざっぱに言えば、チューリングマシンとはたくさんの区画（記憶装置）に分かれた無限に長いテープのようなものである。そしてこのテープの横には箱型の読み取り装置が備えられており、この読み取り装置によって記憶装置のそれぞれの区画が順番に読み取られる。各区画は空白(B)であるか1と書き込まれている。これらが機械に入力されるとき、以下の五種類の出力がありうる。
- 休止 - 何もしない。
- R - 区画一つ分、右に動く。
- L - 区画一つ分、左に動く。
- B - 区画上の書かれているものをすべて消去する。
- 1 - 区画上に書かれているものをすべて消去し、1を書き込む。

チューリングマシンの簡単な例として、3つの空白の区画を読み取った後に'111'という列を書き出し、停止するという例を考えてみよう。この例は以下の状態遷移表によって表される。
|   | 状態1                 | 状態2                 | 状態3                |
| - | --------------------- | --------------------- | -------------------- |
| B | 1を記入し状態1を維持  | 1を記入し状態2を維持  | 1を記入し状態3を維持 |
| 1 | 右に移動し状態2に移行 | 右に移動し状態3に移行 | （停止）             |

この表は次のことを述べている。
もし、機械が状態1であって、かつ空白(B)の区画を読み取ったならば、機械は1を記入し、かつ状態1を維持する。もし、機械が状態1にあって、かつ1を読み取ったならば、機械は区画一つ分右に移動し、かつまた状態2に移行する。もし、機械が状態2であって、かつ空白(B)の区画を読み取ったならば、機械は1を記入し、かつ状態2を維持する。もし、機械が状態2にあって、かつ1を読み取ったならば、機械は区画一つ分右に移動し、かつまた状態3に移行する。最後に、もし、機械が状態3であって、かつ空白(B)の区画を読み取ったならば、機械は1を記入し、かつ状態3を維持する。
機能主義を考える上で重要なのは、チューリングマシンの「状態」とはいったい何を意味するのかということである。各状態を定義してくれるのは、それが他の状態や入出力との間にもっている関係なのである。例えば状態1とは、もし機械がBを読み込めば1を書いて同じ状態を維持し、もし機械が1を読み込めば区画一つ分右に移動して別の状態に移行するという状態であるにすぎない。これが状態1の機能主義的定義である。それはこの過程全体の因果関係において状態1が果たしている役割なのである。どうやって状態1のようになるかとか、状態1の具体的構成は何かといったことはまったく関係ないのである。
機械状態機能主義にしたがえば、心的状態というものは上記のようなオートマトンにおける状態というものとまったく同一である。ちょうど「状態1」がBが入力されたときこれこれのことが起こるという状態であるにすぎないのと同じように、痛いと感じるということも、人に「痛いっ」と叫ばせ、取り乱させ、痛みの原因は何かと考えさせ……等々させるようになる状態である。

### 機能主義を捨てる
1980年代後半、パトナムは機能主義及び他の心の計算理論への支持を放棄した。彼が考えを変化させた最大の理由は、計算理論では、心的内容の外在説についてのいくつかの直感的事実を説明することが難しいからだった。このことの説明はパトナム自身の双子地球の思考実験に示されている(後掲の言語哲学の節を参照)。彼はまた1988年にも、フォーダーによって一般化された多重実現可能性説に基づいて、機能主義批判論を展開した。パトナムによれば機能主義とは心的性質を機能的性質と同一視する薄められた同一説であるが、実際には心的性質は複数の機能的性質に対していろんなやり方で実現可能なのである。一つの万能チューリング・マシンの様々な状態によって同一の心的状態が履行されうるのである。
パトナムは機能主義を捨てたが、機能主義はその後も栄え続け、デビッド・マー、ダニエル・デネット、ジェリー・フォーダー、デイヴィド・ルイスといった様々な思想家によって多種多様な変種が提起されるに至った。機能主義は現代の認知科学の基礎づけに役立ち、今日の哲学において支配的な心の理論になっている。

## 言語哲学

### 意味論的外在主義
パトナムの言語哲学に対する貢献のひとつは、「意味は頭の中だけにあるわけではない」と主張したことである。パトナムはこのことを示すのに、「双子地球」論という思考実験を用いて、意味を決定する際に環境的要因が本質的な役割を果たすことを主張する。双子地球とはただ一つの点を除いて地球とすべてが同じ惑星である。唯一の違いは、湖や川や海を満たすのが、地球のように水（H2O）ではなく、XYZという何か他の物質である点である。この結果として、地球人フレデリックは「水（water）」という地球語を使うとき、その語は、双子地球においてフレデリックに対応する双子地球人フロドリックが使う双子地球語の「水（water）」とは違う意味となる。フレデリックとフロドリックは物理的に区別がつかないのだが、二人が何か単語を言うとき、彼らの語の意味は異なっている。つまり彼らの頭の中にあるものだけで意味を決定することはできないのである。この議論を経て、パトナムは、意味と心的内容に関して、意味論的外在主義に与することになった。
近年、心の哲学と言語哲学を研究する哲学者ドナルド・デイヴィッドソンは、パトナムとは多くの点で意見が異なるにもかかわらず、意味論的外在論が、哲学者の世界認識の方法における「反主観主義革命」の一翼を担うものだと書いている。哲学者はデカルトの時代以来、主観的経験に基づいた知識を検証することに関心を持ってきた。パトナムやタイラー・バージを始めとする哲学者たちのおかげで、哲学は今や客観的領域を当然のものとしており、主観的経験の疑わしい「真理」に疑問を呈することができるようになったのである。

### 意味の理論
パトナムはクリプキやキース・ドネラン等とともに「指示の因果説」として知られる理論に貢献した。とくにパトナムは論文「『意味』の意味」において、自然種(natural kind)の語（たとえば虎や水や木といったような）によって指示される対象は、そうした語の意味の主要要素であると主張する。アダム・スミスが経済における分業について述べたのと同様、言語においても分業があり、この言語学的な分業によってそうした語は、それが属する特定の科学分野の「専門家」によって固定された指示対象をもっているのである。たとえば、「ライオン」という語の指示対象は動物学者のコミュニティによって固定されているし、「ニレの木」という語の指示対象は植物学者のコミュニティによって固定されている。そして「食卓塩」という語の指示対象は化学者によって「NaCl（塩化ナトリウム）」として固定されているのである。これらの指示対象は、クリプキ的意味で固定指示子(rigid designator)として考えられ、言語的コミュニティの外側に広められる。
パトナムによれば、言語内のどんな語の意味を描写するにせよ、有限個の要素（ベクトル）があればよい。こうしたベクトルは4つの構成要素から成る。
1. 語が指示する対象。例）化学式H2Oによって個別化される対象〔水〕。
2. その語の「ステレオタイプ」的に言及される典型的な描写の集まり。例）〔水であれば〕「透明」「無色」「水和性」。
3. 対象を一般的なカテゴリーに位置づける意味論的標識：例）「自然種」「液体」。
4. 文法的標識：例）「具象名詞」「集合名詞」

このような「意味ベクトル」によって、特定の言語共同体におけるある表現の指示対象および用法の描写をおこなうことができる。これによってどうすればその表現を正しく用いるための条件もわかるし、ある一つの話者がその表現に適切な意味を付与しているか、それともその意味に変化をもたらすに十分なほど用法を変えてしまったかどうかも判定できる。パトナムによれば、ある表現の意味が変化したと言うことができるのは、語のステレオタイプではなく、語の指示対象が変化したときに限る。ただし、個別ケースにおいてどの側面--ステレオタイプであれ指示対象であれ--が変化したのかを決定できるアルゴリズムは存在しないから、その言語の他の表現がどのように用いられているかも考察する必要がある。このような考察すべき表現の数には際限がないわけだから、パトナムは一種の意味論的全体論を唱えていることになる。

## 数学の哲学
パトナムは数学的実在論を擁護するいわゆるクワイン-パトナムの不可欠性テーゼにおいて、数学の哲学に大きな貢献を果たした。このテーゼはステファン・ヤブロによって、数や集合といった抽象的な数学的実体が実在しているとする最も野心的な論証の一つとして評価されている。論証は以下の仕方で行われている。
(a) 最良の科学理論にとって不可欠なあらゆる(all)実体に対して、そしてそうした実体のみ(only)に存在論的関与をすべきである（一般に"all and only"として言及される)。
(b) 数学的実体は最良の科学理論にとって不可欠である。
(c) 従って、数学的実体に対して存在論的関与をすべきである。
この三段論法の大前提が正しいか否かが最も論争の的になっている。パトナムもクワインも非科学的実体を排除してよいということを正当化するために哲学的自然主義に頼っており、従って"all and only"のうちの"only"という部分を証明しようとする。科学理論で公準として立てられるあらゆる実体（例えば数）の実在が認められるべきだという主張は、確証の全体論（デュエム-クワイン・テーゼを参照）によって正しいとされる。理論は部分ごとにではなく全体として確証されるものだから、きちんと確証された理論において言及されている実体を斥けることは正しくないのである。従って、集合や非ユークリッド幾何学が実在しないとしつつクォークその他の検知できない物理学的実体の実在を認めようとする唯名論的見解は難しい立場に置かれることになる。
パトナムは数学が、物理学その他の経験科学と同様に、厳密に論理的な証明と準経験的方法の両者を用いているという立場を採っている。例えばフェルマーの最終定理では3以上の整数nについて{\displaystyle x^{n}+y^{n}=z^{n}}であるような正の整数値(x, y, z)の組み合わせはないということが言明されている。このことは1995年にアンドリュー・ワイルズによって3以上のすべての整数nについて証明される以前から、さまざまなnの値について証明されてきた。これらの証明が当該分野のさらなる研究を促したのであり、この定理について準経験的なコンセンサスを形成したのである。こうした知識は厳密に証明された定理に比べると多くの推測を含んでいるが、これを用いることによって他の数学的概念も発展している。

## 数学とコンピュータ・サイエンス
パトナムは自身の哲学的仕事とは直接には関係ない科学分野にも貢献を果たしている。数学者としてパトナムはヒルベルトのいわゆる第10問題の解決に一役買った。ユーリ・マチャセビッチは1970年に、ディオファントス方程式の任意の系（整数を係数とする多項式）が整数において解をもつかを決定する一般的なアルゴリズムがあるのかどうかという問題に答えるため、フィボナッチ数を用いた定理を案出した。ところでパトナムとマーティン・ディヴィス、また彼らとは別にジュリア・ロビンソンは、マチャセビッチの定理がこのような一般アルゴリズムが存在し得ないことを証明するに十分であることをすでに証明していた。こうして第10問題には解法がないことが証明された。
パトナムはコンピュータ・サイエンスの分野ではマーティン・ディヴィスと共に充足可能性問題(SAT)の解法を与えるデービス・パトナムのアルゴリズムを開発したことで知られる。このアルゴリズムは、任意のブール論理式の各変数について、式全体の値が真になるような真ないし偽の値の組み合わせが存在するかどうかを発見するものである。1962年にディヴィスとパトナムはジョージ・ロッジマンとドナルド・W・ラヴランドの協力を得てこのアルゴリズムをさらに精密にし、現在DPLLアルゴリズムの名前で知られるものが完成した。このアルゴリズムは効率的で、今日もなお最も完全なSATソルバー（充足可能性問題の解法）の基礎となっている。

## 認識論

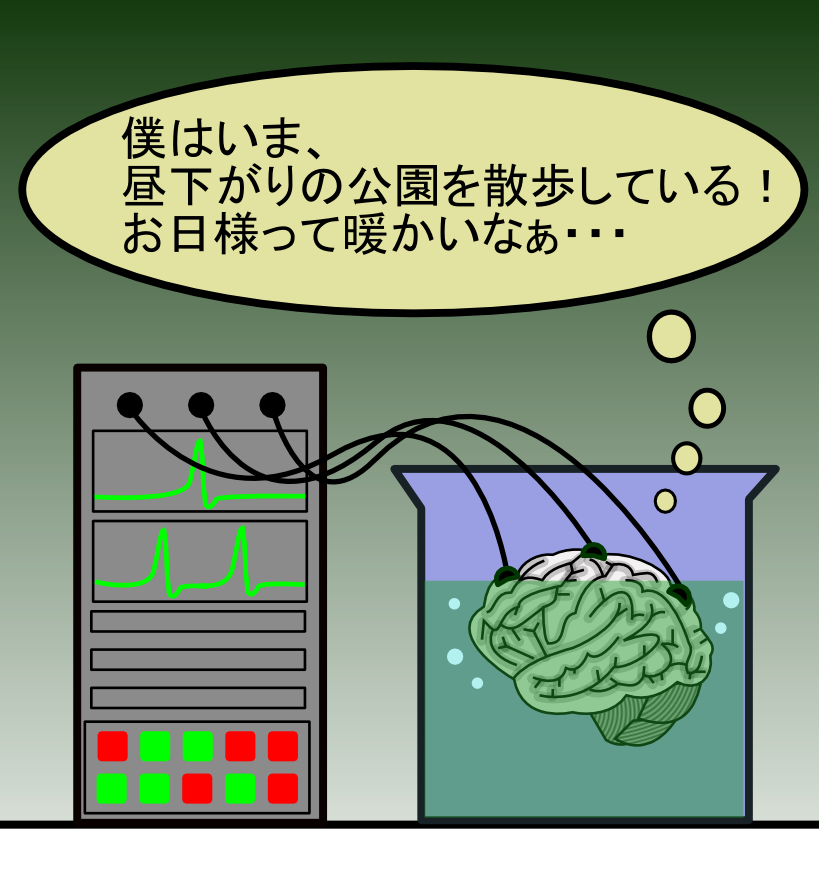
水槽の中の脳。パトナムはこの思考実験を使って、懐疑主義的シナリオが不可能であることを証明する。

認識論の領域では、パトナムは「水槽の脳」の思考実験で知られている。この議論はデカルトの「悪しき霊」の仮説の現代版ともいえるもので、われわれが肉体のない「水槽の脳」であり、ある「マッドサイエンティスト」によって身体から切り離されて水槽の中に置かれたのだ、とする主張は自家撞着に陥る、とするものである。ティム・ブラックなどの哲学者はこれを懐疑主義を論駁する議論だと解釈している。
当然ながらこの議論は、指示についての因果的理論になる。言葉というものはつねにその言葉によって指し示される事物の種類を指し示しており、それゆえ、それらの言葉の使用者やかつての使用者が経験した事物の種類を指し示しているとしよう。その場合、ある人が（仮にマリーとしよう）「マッドサイエンティスト」によって造られた配線その他の装置を通じてあらゆる経験を受容している「水槽の中の脳」であるとするなら、「脳」についてのマリーの観念はほんとうの脳を指示しているわけではない。マリーもマリーの属する言語共同体もほんものの脳を見たことがないからである。もっと正確に言えば、マリーが脳に似た何かを見たといっても、それは実際には配線を通じて彼女に与えられたイメージでしかない。同様に、「水槽」についての彼女の観念もほんとうの水槽を指し示しているわけではない。従って、もし一個の水槽の中の脳として、マリーが「私は水槽の中の脳だ」と言うとしても、それは実際には「私は水槽のイメージの中の脳のイメージだ」と言っているにすぎず、おかしなことになる。かといってマリーが水槽の中の脳でないとすれば、彼女は反対のことを言っていることになるから、やはりおかしなことになる。すなわち一種の認識論的外在主義が成り立ち、知識や正当化は、心に外在する要因に依存しており、純粋に内的には決定されないということになる。
パトナム自身の説明によれば、この議論の真の標的は懐疑主義ではなく、形而上学的実在論である。形而上学的実在論は人間が世界を了解する仕方と世界が実際に存在する仕方の間に相違があることを前提にしているので、水槽の脳やデカルトの悪しき霊のような懐疑主義的シナリオはその種の実在論に対する恐るべき挑戦になる。パトナムはそのようなシナリオが不可能であることを示すことによって、人間の世界了解と世界が実際に存在する仕方とのあいだに相違があるという考え方が自家撞着であることを示そうとしているのだ。人間は「神の眼」をもって現実理解をすることはできない。人間は概念スキームによって限界づけられているからである。従って、パトナムによれば形而上学的実在論は誤りなのである。

## メタ哲学と存在論
パトナムは1970年代末から1980年代にかけて、数学的論理学による推論やクワインのいくつかの着想から刺激を受け、長年保持してきた「形而上学的実在論」の立場を放棄した。形而上学的実在論とは、外界に存在する範疇や構造は人間精神による概念化とは因果論的にも存在論的にも無関係だとする立場のことである。パトナムはこれに代えて「内在的実在論」と名づけるまるで異なる立場に立った。
内在的実在論とは、世界は因果論的には人間精神と無関係だが、世界の構造--世界の種、個体、範疇への分割--は人間精神と相関しており、従って世界そのものも存在論的には人間関係と無関係ではないとする見解である。全体としては、われわれの世界認識は「思考範疇」に依存しているとするカントの考え方に影響を受けた立場である。
パトナムによれば形而上学的実在論には、指示の可能性と真理とを説明できないという問題がある。形而上学的実在論の立場では、われわれの概念や範疇によって指示が行われるのは、それらがもともと外界に存在するあらかじめ構築された範疇や種や個体と何らかの言い難い仕方で合致しているからである。しかし世界がみずからをいくつかの構造や範疇に「切り分け」る一方、心が世界をそれ自身の構造と範疇に切り分けており、そして両者の「切り分け」方が完璧に符合しているなどということがどうして可能なのだろうか。この問いには、世界があらかじめ構造化されているなどということはなく、人間精神によって、その概念図式によって構造を押しつけられていると答えるほかないのである。
同様の見解はすでに1956年にネルソン・グッドマンによって著書『事実・虚構・予言』の中で述べられている。さらに同著においてグッドマンは「一つの世界などというものはなく、人間精神によってそれぞれ作りだされる多数の世界がある」とまで示唆している。パトナムはこの種の社会構築主義は斥けたが、現実についての正しい記述は多数ありうるという考えは保持した。これらの記述のうちどの一つをとっても、世界の「唯一正しい」記述だと科学的に証明できるものはない。パトナムによればこの考えは相対主義を含意するものではない。なぜなら「すべての」記述が同等に正しいわけではないし、正しい記述のおのおのも個々の主体によって決定されるものではないからである。
またパトナムはチャールズ・パースとウィリアム・ジェームズから示唆を得て、事実判断か価値判断かを一律に分離することができないと考えるようになった。すなわち倫理的・美的判断はしばしば事実を基礎にしており、科学的判断は倫理学的要素を含んでいるというのである。

## ネオ・プラグマティズムとウィトゲンシュタイン
1980年代末パトナムは、彼の言う現代分析哲学を特徴づける「科学主義」と反歴史性にしだいに幻滅を感じるようになった。彼は内在的実在論を捨てた。これは内在的実在論が心と世界のあいだの関係について「認知的インターフェース」モデルを想定していたからである。これ以降、ジェームズやプラグマティストからの影響が強くなり、心と世界の関係については「直接的実在論」を採用するようになった。パトナムはウィトゲンシュタインからの影響のもとに哲学そのものについても多元主義的見解を取るようになり、多くの哲学的問題は、哲学者が日常言語を元来のコンテクストから切り離して用いたために作りだされた概念的ないし言語的な混乱にすぎないとみなすようになった。
パトナムの最近著では、哲学がみずからに課した殻を打ち破り、普通の人々の世界や日常的な社会問題に立ち返るということに焦点が当てられた。例えば彼は民主主義、社会正義、宗教といったものが一体何を意味するのかについて書いている。パトナムはハーバーマスのようなヨーロッパの大陸哲学についても検討しており、「大陸的」思想から影響をうけた論文をいくつも書いている。

## 批判
皮肉なことにパトナムの哲学を完膚無きまでにやっつけたのはパトナム自身だったかもしれない。パトナムは頻繁に考えを変え、かつて自身が奉じていた立場を攻撃してきた。とはいえ、他の哲学者や科学者からも彼の見解への多くの重要な批判がおこなわれている。例えば多重実現可能性に対する批判である。もし多重実現可能性が正しいとしたら、神経科学の研究や実験は不可能になってしまう、というのだ。ベクテルとマンダルによれば、神経科学においてこういう研究を行うことができるためには、脳構造の一貫性が存在するか、または存在すると想定しなければならない。様々な種を通じてわれわれが理論を一般化できるとすれば、脳の構造の類似性（あるいは生物学で言う相同性）がなければならないのである。仮に多重実現可能性が経験的事実だとすれば、動物の一つの種（ないし個体）について行われた実験の結果を他の種（ないし同じ種の他の個体）の行動の説明へと一般化することには意味がなくなってしまうことになる。多重実現可能性理論に対する他の批判者としては、ジェグォン・キム、デイヴィド・ルイス、ロバート・リチャードソン、パトリシア・チャーチランドなどがいる。
機能主義批判論の主要なものの一つはパトナム自身によって提起された（双子地球の思考実験）。とはいえ、機能主義は他の論者からも批判を受けてきている。ジョン・サールによる中国語の部屋の議論（1980年）は、思考とは様々な機能の集合体として表象できるものだ、という主張に対して、正面から攻撃を加えている。サールの思考実験の目的は、解釈や理解を一切行うことなしに、純粋に機能的なシステムの使用を通じて知的活動を模倣することができるということの証明である。簡単に言うとサールは、英語しかわからない人が一つの部屋の中に閉じこめられるという状況を描いている。部屋には中国の漢字が羅列された紙があり、この漢字の羅列をどう変えていけばよいのかを示した英語のルール・ブックも置かれている。部屋に閉じこめられた人は、外にいる人物から、いくつかの漢字が書かれた紙を与えられたらこのルール・ブックに従ってなんらかの漢字の羅列を部屋の外に渡すという仕事を果たすよう指図される。その上で、部屋の外にいる人物が中国語話者で、部屋の中にいる人と漢字を使って対話しているとしよう。サールによれば、これらの統語的プロセスだけからでは、部屋の中にいる英語話者が中国語を「知っている」とするのはおかしなことである。この思考実験は、統語的プロセスだけに基づいて行われたシステムはいかなる意味論 も志向性も実現できないということを証明しようとしている。こうしてサールは、思考というものは様々な統語的規則の集合に従うということに等しいとみなしうるという考えに攻撃を加えている。従って機能主義は心の理論としては不適切なのである。またネド・ブロックも他の側面から機能主義への反論をいくつか行っている。
パトナムは多くの点で立場を変えてきたが、意味論的全体主義の概念については一貫して擁護している。しかし意味論的全体主義についてはマイケル・ダメット、ジェリー・フォーダー、アーネスト・ルポアらによって問題が指摘されている。第一の問題として、もし意味論的全体主義が正しければ、ある言語の話者がどうやってある表現の意味を習得できるようになるのかを理解することが、言語のどんな表現についても不可能になってしまうという問題がある。われわれの認知能力には限界があるから、ある言語の全体について完全に習得することは、言語というものが静的であり変わることのない実体であるという（誤った）仮説に立ったとしても生涯不可能である。実際、ある一つの単語ないし表現を理解するためには自然言語の全体を理解しなければいけないとしたら、言語学習は端的に不可能になってしまう。また第二の問題として、意味論的全体主義では二人の話者が同じ一つの言語表現を用いているときにどのようにして同じことを意味できるのかが説明できないということが挙げられる。従って、二人の話者がどのようにコミュニケーションできるのかも説明できないということになる。Pという命題ひとつをとっても、フレッドとメアリーは各々英語の異なる部分を習得しており、Pは命題のそれぞれの部分に異なる仕方で関係しているので、結果的としてPが意味するものはフレッドとメアリーで異なるということになる。さらに言えば、もしPという命題の意味が、ある言語内にある命題全体に対して命題Pがもっている関係によって決まるのだとすれば、命題を一つ加えるか削るかして個人の語彙が変化してしまうと、途端に命題間の関係の全体も変化してしまい、従ってPの意味も変わってしまうことになる。これは一般に起こる現象であるので、結果として、同じ一人の人物の生涯の異なる時点でPは異なる意味をもつことになる。だとすれば、私がある命題を真と認め、後になって偽とした場合にも、私が偽としたものの意味と私が真であるとしたものの意味がまったく異なるということになり、従って同じ命題について私が意見を変えるということはありえなくなってしまう。
また水槽の脳の議論も批判にさらされてきた。クリスピン・ライトによれば、パトナムによる水槽の脳の議論は射程が狭すぎて、懐疑主義全般を論駁するものになっていない。人が水槽の中に浮かぶ最近肉体から離れた脳であるという可能性は、意味論的外在主義によって掘り崩されることはない。もしある人がマッドサイエンティストによって脳を水槽漬けにされる以前には水槽の外で--母語を話し、ごく普通に外界と情報を交換し合って--生活していたのであれば、その人が水槽の中で目覚めたときにも、その人の言葉と思考（例：「木」、「草」など）が指示している対象なり出来事なりは、かつて水槽の外で暮らしていたときに指示していたものと同一であるだろう。もう一つのシナリオとして、水槽の脳がスーパーコンピュータに繋がれていて、このスーパーコンピュータが知覚経験をランダムに生成しているとしよう。この場合、水槽の脳の言葉と思考は何も指示しておらず、従って内容を欠いている。もはや意味論は存在せず、議論には意味がなくなる。
数学の哲学の分野ではステファン・ヤブロ(Stephen Yablo，MIT所属，David S. Skinner Professor of Philosophy)が、クワインとパトナムの不可欠性定理では数学的実体がほんとうに不可欠なものか証明できないと述べている。ヤブロの議論は緻密なものだが、結論だけ言えば、「これこれは実在する」（例：数は実在する）という表現の生起を「これこれは実在すると仮定する」という表現の生起にすべて置き換えるだけで、まったく同一の論理的帰結に達する、ということである。例えば、上記の不可欠性原理について、実在する実体について参照している部分のすべてを実在すると仮定されている実体への参照に置き換えてみると、以下のようになる。
(a) 「実在するものとされ」ており、しかも最良の科学理論にとって不可欠であるようなあらゆる実体は実際に存在しており、しかも存在しているのはそうした実体だけである、ということが認められなければならない。
(b) 「実在するものとされる」数学的実体は、最良の科学理論にとって不可欠である。
(c) 従って、「実在するものとされる」数学的実体が実際に存在していると認めることが必要である。
最後に、カーティス・ブラウンはパトナムの内的実在論を一種の擬装された主観的観念論にすぎないと批判している。ブラウンの主張が正しければ、観念論に対して伝統的に加えられてきた批判が内的実在論にも当てはまることになる。とりわけ独我論の罠に陥るということだ。すなわち、もし主観的観念論が主張するように実存が経験に依存しているとすれば、人の意識が存在をやめれば、世界全体が同様に存在をやめてしまうことになるのである。

## 著作
ヒラリー・パトナムの著作リスト（単著16冊と論文198本）がヴィンセント・ミュラーによって作成され、1993年に出版された。ウェブ上ではPhilPapersで読むことができる。それよりも新しいリストはハーバード大学のサイトにある。
- The "Innateness Hypothesis" and Explanatory Models in Linguistics,  Synthese, Vol. 17, No. 1, March 1967, pp. 12–22.[53]
- Philosophy of Mathematics: Selected Readings. Edited with Paul Benacerraf. Englewood Cliffs, N.J.: Prentice-Hall, 1964. 2nd ed., Cambridge: Cambridge University Press, 1983. ISBN 0-521-29648-X
- Philosophy of Logic. New York: Harper and Row, 1971. London: George Allen and Unwin, 1972. ISBN 0-04-160009-6
米盛裕二、藤川吉美訳『論理学の哲学』法政大学出版局、1975年
- Mathematics, Matter and Method. Philosophical Papers, vol. 1. Cambridge: Cambridge University Press, 1975. 2nd. ed., 1985 paperback: ISBN 0-521-29550-5
- Mind, Language and Reality. Philosophical Papers, vol. 2. Cambridge: Cambridge University Press, 1975. 2003 paperback: ISBN 0-521-29551-3
- 藤川吉美編訳『精神と世界に関する方法――パットナム哲学論集』紀伊国屋書店、1975年
- Meaning and the Moral Sciences. London: Routledge and Kegan Paul, 1978.
藤川吉美訳『科学的認識の構造――意味と精神科学』晃洋書房、1984年
- Reason, Truth, and History. Cambridge: Cambridge University Press, 1981. 2004 paperback: ISBN 0-521-29776-1
野本和幸、中川大、三上勝生、金子洋之訳『理性・真理・歴史――内在的実在論の展開』法政大学出版局、2012年
- Realism and Reason. Philosophical Papers, vol. 3. Cambridge: Cambridge University Press, 1983. 2002 paperback: ISBN 0-521-31394-5
飯田隆、金田千秋、佐藤労、関口浩喜、山下弘一郎訳『実在論と理性』勁草書房、1992年
- Methodology, Epistemology, and Philosophy of Science: Essays in Honour of Wolfgang Stegmüller. edited with Wilhelm K. Essler and Carl G. Hempel. Dordrecht: D. Reidel, 1983.
- Epistemology, Methodology, and Philosophy of Science: Essays in Honour of Carl G. Hempel. edited with Wilhelm K. Essler and Wolfgang Stegmüller. Dordrecht: D. Reidel, 1985.
- The Many Faces of Realism. La Salle, Ill.: Open Court, 1987. ISBN 0-8126-9043-5
- Representation and Reality. Cambridge, Mass.: MIT Press, 1988. ISBN 0-262-66074-1
林泰成、宮崎宏志訳『表象と実在』晃洋書房、1997年
- Realism with a Human Face. edited by James F. Conant. Cambridge, Mass.: Harvard University Press, 1990. 9780674749450 Description. ISBN 0-674-74945-6
- Renewing Philosophy. Cambridge, Mass.: Harvard University Press, 1992. 9780674760943 Description. ISBN 0-674-76094-8
- Pursuits of Reason: Essays in Honor of Stanley Cavell. edited with Ted Cohen and Paul Guyer. Lubbock: Texas Tech University Press, 1993. ISBN 0-89672-266-X
- Words and Life. edited by James F. Conant. Cambridge, Mass.: Harvard University Press, 1994. 9780674956070 Description. ISBN 0-674-95607-9
- Pragmatism: An Open Question. Oxford: Blackwell, 1995. ISBN 0-631-19343-X
高頭直樹訳『プラグマティズム――限りなき探究』晃洋書房、2013年
- The Threefold Cord: Mind, Body, and World. New York: Columbia University Press, 1999. ISBN 0-231-10287-9
野本和幸監訳、関口浩喜、渡辺大地、入江さつき、岩沢宏和訳『心・身体・世界――三つ撚りの綱/自然な実在論』法政大学出版局、2005年
- Enlightenment and Pragmatism. Assen: Koninklijke Van Gorcum, 2001. 48pp.
- The Collapse of the Fact/Value Dichotomy and Other Essays. Cambridge, Mass.: Harvard University Press, 2002. Description. ISBN 0-674-01380-8
藤田晋吾、中村正利訳『事実/価値二分法の崩壊』法政大学出版局、2006年
- Ethics Without Ontology. Cambridge, Mass.: Harvard University Press, 2002. 9780674018518 Description. ISBN 0-674-01851-6
関口浩喜、渡辺大地、岩沢宏和、入江さつき訳『存在論抜きの倫理』法政大学出版局、2007年
- Jewish Philosophy as a Guide to Life: Rosenzweig, Buber, Levinas, Wittgenstein. Bloomington: Indiana University Press, 2008.
佐藤貴史訳『導きとしてのユダヤ哲学――ローゼンツヴァイク, ブーバー, レヴィナス, ウィトゲンシュタイン』法政大学出版局、2013年
- Philosophy in an Age of Science. edited by Mario De Caro and David Macarthur. Cambridge, Mass.: Harvard University Press, 2012. 9780674050136 Description.

## パトナムについての研究文献
- Y. Ben-Menahem (ed.), Hilary Putnam, Contemporary Philosophy in Focus, Cambridge University Press, Cambridge, 2005.
- P. Clark-B. Hale (eds.), Reading Putnam, Blackwell, Cambridge (Massachusetts)-Oxford 1995.
- C. S. Hill (ed.), The Philosophy of Hilary Putnam, Fayetteville, Arkansas 1992.
- M. Rüdel, Erkenntnistheorie und Pragmatik: Untersuchungen zu Richard Rorty und Hilary Putnam, (Dissertation) Hamburg 1987.
- Maximilian de Gaynesford, Hilary Putnam, McGill-Queens University Press / Acumen, 2006.
- 大谷弘「パトナムの自然な実在論とは何か」『東京大学大学院人文社会系研究科・文学部哲学研究室論集』第23号、東京大学大学院人文社会系研究科、2004年、331-344頁、NAID 40007023977。
- 加賀裕郎「非客観主義的倫理学の潮流-H・パトナムの「道徳的イメージ」を手掛かりに」『文化学年報』第49号、同志社大学文化学会、2000年、267-286頁。
- 竹尾治一郎「パトナムの実在論」『関西大学文学論集』第31巻第2号、関西大学人文科学研究所、1981年、33-50頁、NAID 40000556374。
- 塚本高也「クワイン=パトナムの不可欠性議論による実在論の擁護-その源泉と意義」『文化』第67巻第3・4号、東北大学文学会、2004年、362-343頁、NAID 40006350920。
- 津留竜馬「パトナムのモデル理論的議論と水槽の中の脳」『哲学誌』第42号、東京都立大学哲学会、2000年、71-88頁、NAID 110002534264。
- 中村正利「大切なものは目に見えないか?-パトナムの形而上学的実在論批判」『哲学・思想論叢』第18号、筑波大学哲学・思想学会、2000年、11-22頁、NAID 120000837320。
- 松本俊吉「ヒラリー・パトナムの「内在的実在論」についての一考察」『東海大学文明研究所紀要』第20巻、東海大学、2000年、1-16頁、NAID 110000195821。
- 横山幹子「知識と実在論-パトナムの場合」『図書館情報メディア研究』第1巻第1号、「図書館情報メディア研究」編集委員会、2003年、11-22頁、NAID 120000838638。